# Champigny-sur-Veude
Champigny-sur-Veude è un comune francese di 890 abitanti situato nel dipartimento dell'Indre e Loira nella regione del Centro-Valle della Loira.
È patria del compositore Michel Lambert.

## Società

### Evoluzione demografica
Abitanti censiti